# Goodboys
I Goodboys sono un duo musicale britannico di musica house composto da Joshua Grimmett ed Ethan Shore.

## Storia
Sono noti per la hit realizzata insieme agli italiani Meduza Piece of Your Heart, che ha raggiunto la seconda posizione nella Official Singles Chart britannica e che ha ricevuto una candidatura per un Grammy Award alla miglior registrazione dance. Con gli stessi Meduza hanno pubblicato anche Lose Control, altra hit internazionale. Successivamente hanno realizzato il tormentone estivo del 2021 Bongo Cha Cha Cha, remix dell'omonima hit del 1959 di Caterina Valente, che ha contribuito a far riscoprire la cantante (da tempo ritiratasi dalla scene) all'età di 90 anni.

## Discografia

### Singoli
- 2019 – Lose Control (con i Meduza e Becky Hill)
- 2020 – Unfamiliar (con i SeeB e HRVY)
- 2020 – Goodbye (con Imanbek)
- 2021 – Bongo Cha Cha Cha

#### Collaborazioni
- 2019 – Piece of Your Heart (Meduza feat. Goodboys)

#### Remix
- 2021 – Joel Corry & Jax Jones feat. Charli XCX & Saweetie - Out Out (Goodboys Remix)

## Riconoscimenti
UK Music Video Awards
- 2021 – Candidatura al Miglior video dance/elettronico britannico per Goodbye[4]